# Rondeletia ochracea
Rondeletia ochracea är en måreväxtart som beskrevs av Ignatz Urban. Rondeletia ochracea ingår i släktet Rondeletia och familjen måreväxter. Inga underarter finns listade i Catalogue of Life.